# Very Mean Men
Very Mean Men è un film del 2000 diretto da Tony Vitale. Ha vinto il New American Cinema Award per il miglior montaggio al Seattle International Film Festival ed è stato lodato dalla rivista Variety.